# Osachi Hamaguchi
Pour les articles homonymes, voir Hamaguchi.
Osachi Hamaguchi (濱口 雄幸, Hamaguchi Osachi), né le 1er avril 1870 et mort le 26 août 1931, est un homme d'État, 27e premier ministre du Japon de 1929 à 1931.

## Débuts
Osachi Hamaguchi est né dans ce qui est aujourd'hui la ville de Kōchi, dans la préfecture de Kōchi, sur l'île de Shikoku, au Japon. Son père est un fonctionnaire du département des forêts. Hamaguchi est diplômé de la faculté de droit de l'université impériale de Tokyo et commence sa carrière en tant que bureaucrate au ministère des Finances. En 1907, il devient directeur du Bureau de Monopole puis vice-ministre des communications en 1912 et vice-ministre des finances en 1914.

## Carrière politique
Hamaguchi est élu à la Chambre des représentants de la Diète du Japon en 1915, en tant que membre du parti politique du Kenseikai. Il est plus tard ministre des finances dans les 1er et 2e gouvernements de Katō Takaaki (1924, 1925) et ministre de l'Intérieur dans le cabinet de Wakatsuki Reijirō (1926). En 1927, Hamaguchi devient président du nouveau parti politique du Rikken Minseitō créé par la fusion du Kenseikai et du Seiyu Hontō.

## Premier ministre

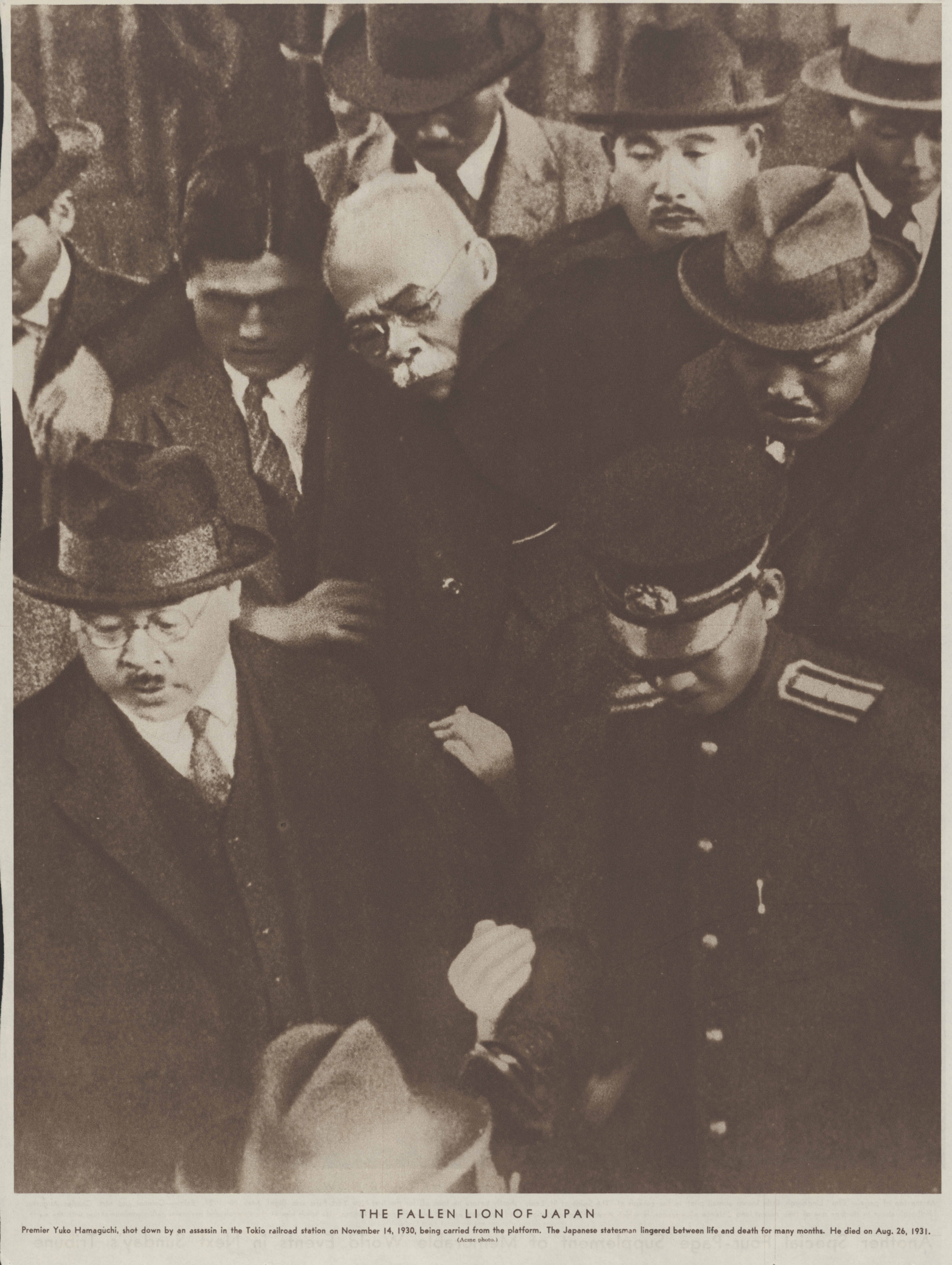
Tentative d'assassinat sur Hamaguchi Osachi à l'intérieur de la gare de Tokyo, 14 novembre 1930

Après la chute du gouvernement de Tanaka Giichi en 1929, Hamaguchi devient premier ministre du Japon et forme un gouvernement composé en grande partie de membres du parti du Minseitō.
Doté d'un tempérament dur et têtu, Hamaguchi inspire la confiance. Le soutien populaire lui permet de s'opposer avec succès aux extrémistes militaires montants. Il ratifie le traité naval de Londres de 1930, qui limite le nombre des navires de guerre proportionnellement — États-Unis, Grande-Bretagne et Japon, 10:10:7 —, mais il est contraint d'accepter un rapport de 10:10:6, ce qui conduit beaucoup d'hommes politiques et de conservateurs de droite à penser que Hamaguchi s'est vendu à l'étranger. Cela provoque une montée subite du nationalisme japonais ce qui a met fin à sa politique étrangère visant à favoriser une expansion économique pacifique.
Durant son mandat, Hamaguchi tente de renforcer l'économie japonaise par des mesures d'austérité fiscales. La politique fiscale de Hamaguchi est cependant désastreuse. Le gouvernement de Hamaguchi aligne notamment le yen japonais sur l'étalon-or pour stimuler les exportations, une mesure qui aggrave considérablement l'impact de la Grande Dépression mondiale de 1929 sur une économie déjà moribonde. Cet échec de la politique économique de Hamaguchi irrite sur les hommes politiques de droite, déjà exaspérés par la politique étrangère et les efforts du gouvernement pour réduire le budget militaire.
En 1931, le gouvernement de Hamaguchi présente un projet de loi sur le suffrage féminin visant à accorder aux femmes de plus de vingt-cinq ans le droit de vote aux élections locales et de se présenter aux élections avec l'approbation de leurs maris. Le projet de loi est adopté par la chambre basse, mais il est rejeté à la Chambre des pairs en mars 1931 par 62 voix pour et 184 contre.
Hamaguchi est la victime d'une tentative d'assassinat le 14 novembre 1930 quand Sagoya Tomeo, un membre de la société secrète ultra-nationaliste Aikoku-sha, lui tire dessus à la gare de Tokyo — Neuf ans plus tôt un autre premier ministre, Hara Takashi, avait été assassiné à proximité —. Grièvement blessé, il est remplacé par son ministre des affaires étrangères Kijūrō Shidehara au poste de premier ministre mais est malgré tout reconduit dans ses fonctions le 10 mars 1931. Il ne se remet cependant jamais de ses blessures et démissionne le mois suivant. Il meurt le 26 août et est inhumé dans le cimetière d'Aoyama à Tokyo.